# Apatow Productions
Apatow Productions (o The Apatow Company) es una empresa de producción de cine y televisión, fundada por Judd Apatow en 1999.

## Filmografía
| Año del estreno | Título de la película                       | Dirección                        | Historia de                                                        | Guion                                                              | Distribución                         | Presupuesto  | Ingresos mundiales |
| --------------- | ------------------------------------------- | -------------------------------- | ------------------------------------------------------------------ | ------------------------------------------------------------------ | ------------------------------------ | ------------ | ------------------ |
| 2004            | Anchorman: The Legend of Ron Burgundy       | Adam McKay                       | Will Ferrell and Adam McKay                                        | Will Ferrell and Adam McKay                                        | DreamWorks Pictures                  | $26 million  | $90.5 million      |
| 2005            | Virgen a los 40                             | Judd Apatow                      | Judd Apatow and Steve Carell                                       | Judd Apatow and Steve Carell                                       | Universal Pictures                   | $26 millón   | $177.3 millón      |
| 2006            | Talladega Nights: The Ballad of Ricky Bobby | Adam McKay                       | Will Ferrell and Adam McKay                                        | Will Ferrell and Adam McKay                                        | Columbia Pictures                    | $72 millón   | $162.9 millón      |
| 2007            | Knocked Up                                  | Judd Apatow                      | Judd Apatow                                                        | Judd Apatow                                                        | Universal Pictures                   | $30 millón   | $219.1 millón      |
| 2007            | Superbad                                    | Greg Mottola                     | Seth Rogen and Evan Goldberg                                       | Seth Rogen and Evan Goldberg                                       | Columbia Pictures                    | $20 millón   | $169.9 millón      |
| 2007            | Walk Hard: The Dewey Cox Story              | Jake Kasdan                      | Judd Apatow and Jake Kasdan                                        | Judd Apatow and Jake Kasdan                                        | Columbia Pictures                    | $35 millón   | $20.6 millón       |
| 2008            | Drillbit Taylor                             | Steven Brill                     | Kristofor Brown, John Hughes and Seth Rogen                        | Kristofor Brown and Seth Rogen                                     | Paramount Pictures                   | $40 millón   | $49.7 millón       |
| 2008            | Forgetting Sarah Marshall                   | Nicholas Stoller                 | Jason Segel                                                        | Jason Segel                                                        | Universal Pictures                   | $30 millón   | $105.2 millón      |
| 2008            | Step Brothers                               | Adam McKay                       | Will Ferrell and Adam McKay                                        | Will Ferrell and Adam McKay                                        | Columbia Pictures                    | $65 millón   | $128.1 millón      |
| 2008            | Pineapple Express                           | David Gordon Green               | Judd Apatow, Seth Rogen and Evan Goldberg                          | Seth Rogen and Evan Goldberg                                       | Columbia Pictures                    | $27 millón   | $101.6 millón      |
| 2009            | Año Uno                                     | Harold Ramis                     | Harold Ramis                                                       | Harold Ramis, Gene Stupnitsky and Lee Eisenberg                    | Columbia Pictures                    | $60 millón   | $62.4 millón       |
| 2009            | Funny People                                | Judd Apatow                      | Judd Apatow                                                        | Judd Apatow                                                        | Universal Pictures Columbia Pictures | $75 millón   | $71.6 millón       |
| 2010            | Get Him to the Greek                        | Nicholas Stoller                 | Nicholas Stoller                                                   | Nicholas Stoller                                                   | Universal Pictures                   | $40 millón   | $91.3 millón       |
| 2011            | Bridesmaids                                 | Paul Feig                        | Annie Mumolo and Kristen Wiig                                      | Annie Mumolo and Kristen Wiig                                      | Universal Pictures                   | $32 millón   | $288.4 millón      |
| 2012            | Wanderlust                                  | David Wain                       | David Wain and Ken Marino                                          | David Wain and Ken Marino                                          | Universal Pictures                   | $32 millón   | $21.6 millón       |
| 2012            | Eternamente comprometidos                   | Nicholas Stoller                 | Jason Segel and Nicholas Stoller                                   | Jason Segel and Nicholas Stoller                                   | Universal Pictures                   | $30 millón   | $53.9 millón       |
| 2012            | This Is 40                                  | Judd Apatow                      | Judd Apatow                                                        | Judd Apatow                                                        | Universal Pictures                   | $35 millón   | $88.1 millón       |
| 2013            | Anchorman 2: The Legend Continues           | Adam McKay                       | Will Ferrell and Adam McKay                                        | Will Ferrell and Adam McKay                                        | Paramount Pictures                   | $50 millón   | $173.6 millón      |
| 2014            | Begin Again                                 | John Carney                      | John Carney                                                        | John Carney                                                        | The Weinstein Company                | $8 millón    | $63.5 millón       |
| 2015            | Trainwreck                                  | Judd Apatow                      | Amy Schumer                                                        | Amy Schumer                                                        | Universal Pictures                   | $35 millón   | $113 millón        |
| 2016            | Pee-wee's Big Holiday                       | John Lee                         | Paul Reubens and Paul Rust                                         | Paul Reubens and Paul Rust                                         | Netflix                              |              |                    |
| 2016            | Popstar: Never Stop Never Stopping          | Akiva Schaffer and Jorma Taccone | Andy Samberg, Akiva Schaffer and Jorma Taccone                     | Andy Samberg, Akiva Schaffer and Jorma Taccone                     | Universal Pictures                   | $20 millón   | $9.5 millón        |
| 2017            | The Big Sick                                | Michael Showalter                | Emily V. Gordon and Kumail Nanjiani                                | Emily V. Gordon and Kumail Nanjiani                                | Amazon Studios and Lionsgate         | $5 millón    | $53 millón         |
| 2018            | Juliet, Naked                               | Jesse Peretz                     | Tamara Jenkins, Jim Taylor, Phil Alden Robinson and Evgenia Peretz | Tamara Jenkins, Jim Taylor, Phil Alden Robinson and Evgenia Peretz | Roadside Attractions and Lionsgate   |              | $1.9 millón        |
| 2020            | El rey del barrio                           | Judd Apatow                      | Judd Apatow, Pete Davidson and Dave Sirus                          | Judd Apatow, Pete Davidson and Dave Sirus                          | Universal Pictures                   |              |                    |
| Total           | Total                                       | Total                            | Total                                                              | Total                                                              | Total                                | $773,500,000 | $2,305,736,122     |
| Promedio        | Promedio                                    | Promedio                         | Promedio                                                           | Promedio                                                           | Promedio                             | $33,630,435  | $100,249,397       |

### Recepción de la crítica
| Título de la película                       | Metacritic | Rotten Tomatoes | Referencias   |
| ------------------------------------------- | ---------- | --------------- | ------------- |
| Anchorman: The Legend of Ron Burgundy       | 63         | 66%             | [ 2 ]         |
| Virgen a los 40                             | 73         | 85%             | [ 3 ]         |
| Talladega Nights: The Ballad of Ricky Bobby | 66         | 72%             | [ 4 ]         |
| Knocked Up                                  | 85         | 90%             | [ 5 ]         |
| Superbad                                    | 76         | 88%             | [ 6 ]         |
| Walk Hard: The Dewey Cox Story              | 63         | 74%             | [ 7 ]         |
| Drillbit Taylor                             | 41         | 25%             | [ 8 ]         |
| Forgetting Sarah Marshall                   | 67         | 83%             | [ 9 ]         |
| Step Brothers                               | 51         | 55%             | [ 10 ]        |
| Pineapple Express                           | 64         | 68%             | [ 11 ]        |
| Año Uno                                     | 34         | 15%             | [ 12 ]        |
| Funny People                                | 60         | 69%             | [ 13 ]        |
| Get Him to the Greek                        | 65         | 73%             | [ 14 ]        |
| Bridesmaids                                 | 75         | 90%             | [ 15 ]        |
| Wanderlust                                  | 53         | 59%             | [ 16 ]        |
| Eternamente comprometidos                   | 62         | 63%             | [ 17 ]        |
| This Is 40                                  | 59         | 51%             | [ 18 ]        |
| Anchorman 2: The Legend Continues           | 61         | 75%             | [ 19 ]        |
| Begin Again                                 | 62         | 83%             | [ 20 ]        |
| Trainwreck                                  | 75         | 85%             | [ 21 ]        |
| Pee-wee's Big Holiday                       | 63         | 82%             | [ 22 ]        |
| Popstar: Never Stop Never Stopping          | 68         | 78%             | [ 23 ]        |
| The Big Sick                                | 86         | 98%             | [ 24 ]        |
| Juliet, Naked                               | 67         | 80%             | [ 25 ]        |
| El rey del barrio                           | 68         | 71%             | [ 26 ] [ 27 ] |
| Average score                               | 68         | 71%             |               |